# Super Furry Animals
Super Furry Animals, är en walesisk rockgrupp bildad i Cardiff 1993 av Gruff Rhys, Huw Bunford, Guto Pryce, Cian Ciárán och Dafydd Leuan. Deras debutalbum Fuzzy Logic från 1996 tog sig in på brittiska topplistan. Skådespelaren Rhys Ifans har sjungit i bandet för en kort period tidigt i deras karriär.

## Biografi
Super Furry Animals startade som ett technoprojekt, men utvecklades snart i en mer anarkistisk riktning som påverkades av techno, punkrock, amerikansk singer-songwriter, folk, jazzrock och inte minst proggrock. De första åren betraktades gruppen som en walesisk angelägenhet och på de två första utgivningarna sjöng dem på walesiska. 
År 1995 fick de kontrakt med det, för den tiden, hetaste skivbolag Creation Records som precis hade nått internationell framgång med Oasis. Andra artister på bolaget var Primal Scream, My Bloody Valentine och Teenage Fanclub. På debutalbumet Fuzzy Logic från 1996 gick de över till att sjunga på engelska och tog sig in på Top 40 på den brittiska listan. 
På skivan Mwung från 2000 började de sjunga på walesiska igen men blev på grund av sitt skivbolags konkurs tvungna att ge ut den på egen etikett.
2010 tog bandet en paus tills 2015 då de gav sig ut på en stor turné. 2019, startade medlemmarna förutom Gruff Rhys ett nytt band kallat Das Koolies och sa då att de kommer fokusera på det framför Super Furry Animals.
Sedan 2005 har Gruff Rhys en framgångsrik solokarriär. 

## Medlemmar
- Gruff Rhys – sång, gitarr
- Huw Bunford – gitarr, sång
- Guto Pryce – bas
- Cian Ciárán – synthesizers, keyboard
- Dafydd Leuan – trummor

## Diskografi

### Album
- 1996 – Fuzzy Logic
- 1997 – Radiator
- 1999 – Guerilla
- 2000 – Mwung
- 2001 – Rings Around The World
- 2003 – Phantom Power
- 2005 – Love Kraft
- 2007 – Hey Venus!
- 2009 – Dark Days/Light Years